# Violant d'Aragó i d'Anjou
Violant d'Aragó i d'Anjou   (Barcelona, octubre 1310 (Gregorià) - Pedrola, juliol 1353 (Gregorià)) va ser una noble catalana, dèspoina de l'Epir i comtessa de Luna. Va ser la cinquena filla del rei Jaume II i de Blanca de Nàpols. La seva mare morí en el part i ella va viure amb Violant d'Ayerbe i posteriorment amb la seva madrastra Maria de Xipre a Tortosa i a Barcelona.
Va projectar-se el seu matrimoni amb el rei Carles IV de França, amb el príncep de Gal·les Eduard i amb el rei Alfons XI de Castella i Lleó, però finalment va casar-se amb Felip de Tàrent, dèspota de l'Epir que fou assassinat el 1330. Posteriorment va retornar a Catalunya on va esposar-se amb Lope de Luna, senyor de Sogorb.
Va ser enterrada al monestir de Veruela.